# Phyllophaga xanthe
Phyllophaga xanthe är en skalbaggsart som beskrevs av Bates 1888. Phyllophaga xanthe ingår i släktet Phyllophaga och familjen Melolonthidae. Inga underarter finns listade i Catalogue of Life.